# Саппоро Доум
«Саппоро Доум» (яп. 札幌ドーム Саппоро до̄му) — стадион, расположенный в городе Саппоро, Хоккайдо, Япония. Является домашней ареной клуба Джей-лиги «Консадоле Саппоро» и для бейсбольного клуба «Хоккайдо Ниппон-Хам Файтерс». Стадион был открыт 3 июня 2001 года.

## История
«Саппоро Доум» был открыт в 2001 году и вмещал 41 580 человек. Стадион принимал у себя 3 матча Чемпионата мира по футболу 2002: Германия — Саудовская Аравия, Аргентина — Англия и Италия — Эквадор; все 3 матча прошли в рамках группового турнира.
«Саппоро Доум» принимал церемонию открытия Чемпионата мира по лыжным видам спорта 2007 22 февраля, а также церемонию закрытия чемпионата 4 марта. Стадион вошёл в историю состязаний уровня мировых чемпионатов или Зимних Олимпийских игр как первое место проведения соревнований в лыжных гонках и этапа спринта в 7,5 км в лыжном двоеборье и в закрытом помещении и в ночное время.
В конце 2009 года были закончены работы по увеличению вместимости до 53 796 человек. В эти работы также вошло сооружение места для заведений общепита, дополнительный видео экран, две дополнительные раздевалки (для команд бейсбольной НФЛ), дополнительные помещения для прессы, пристроенные к стадиону. Для реализации этих работ площадь поверхности самой арены была снижена.

## Выдвижная конструкция
«Саппоро Доум» прежде всего известен обладанием двух совершенно разных по своей форме полей для бейсбола и футбола, которые благодаря выдвижной конструкции могут менять друг друга. Бейсбольные матчи играются на искусственном газоне, в то время как футбольные игры проводятся на травяном поле, выдвигаемом во время его неиспользования за пределы стадиона. Несколько подобных стадионов мира, использующие подобную конструкцию включают в себя: «Фельтинс-Арена» в Германии, «Гелредом» в Нидерландах и Стадион университета Финикса в США; однако в отличие от них «Саппоро Доум» имеет фиксированную крышу.

## Транспорт
- Линия Тохо: 10 минут пешком от станции Фукудзуми.

## Чемпионат мира по футболу 2002
Стадион служил одной из арен Чемпионата мира по футболу 2002 и принимал следующие матчи:
| Дата     | Команда #1 | Результат | Команда #2        | Стадия   |
| -------- | ---------- | --------- | ----------------- | -------- |
| 1.6.2002 | Германия   | 8:0       | Саудовская Аравия | Группа E |
| 3.6.2002 | Италия     | 2:0       | Эквадор           | Группа G |
| 7.6.2002 | Аргентина  | 0:1       | Англия            | Группа F |